# 바르셀로나 5월 사건
바르셀로나 5월 사건(카탈루냐어: Els Fets de Maig, 스페인어: Los Hechos de Mayo)은 스페인 내전 도중 공화파 내부의 공산주의 파벌 (친소련파)과 무정부주의 파벌 (반소련파)이 1937년 5월 3일에서 5월 8일에 걸쳐 바르셀로나 시내에서 상호간 시가전을 벌인 사건이다.

## 같이 보기
- 아나르코생디칼리슴